# Сент-Эрмин
Сент-Эрмин (фр. Sainte-Hermine) — коммуна на западе Франции, регион Пеи-де-ла-Луар, департамент Вандея, округ Фонтене-ле-Конт, кантон Ла-Шатеньере. Расположена в 31 км к юго-востоку от Ла-Рош-сюр-Йона и в 87 км к юго-западу от Пуатье, в 4 км от автомагистрали А83. 
Население (2019) — 2 940 человек.

## Достопримечательности
- Церкви Нотр-Дам и Святого Петра
- Шато Сент-Эрмин XIII-XVII веков
- Памятник премьер-министру Франции Жоржу Клемансо, уроженцу Вандеи, проведшему в окрестностях Сент-Эрмина свои детские годы

## Экономика
Структура занятости населения:
- сельское хозяйство — 1,5 %
- промышленность — 41,7 %
- строительство — 7,3 %
- торговля, транспорт и сфера услуг — 30,1 %
- государственные и муниципальные службы — 19,3 %

Уровень безработицы (2019) — 10,1 % (Франция в целом —  12,9 %, департамент Вандея — 10,5 %). 

Среднегодовой доход на 1 человека, евро (2019) — 20 170 (Франция в целом — 21 930, департамент Вандея — 21 550).

## Демография
Динамика численности населения, чел.

## Администрация
Пост мэра Сент-Эрмина с 2020 года занимает Филипп Барре (Philippe Barré). На муниципальных выборах 2020 года возглавляемый им независимый список победил во 2-м туре, получив 53,68 % голосов.
| Период | Период | Фамилия             | Партия                         | Примечания                                                                  |
| ------ | ------ | ------------------- | ------------------------------ | --------------------------------------------------------------------------- |
| 1983   | 1986   | Рене Готрон         |                                |                                                                             |
| 1986   | 1989   | Жан-Пьер де Ламбийи | Союз за французскую демократию | инженер, член Генерального совета департамента                              |
| 1989   | 2008   | Норбер Барбари      | Разные правые                  | врач, член Генерального совета департамента                                 |
| 2008   | 2020   | Жозеф Мартен        | Разные правые                  | дантист                                                                     |
| 2020   | 2020   | Беатрис Бландино    |                                | предприниматель                                                             |
| 2020   |        | Филипп Барре        |                                | преподаватель истории и географии, член Регионального совета Пеи-де-ла-Луар |

## Знаменитые уроженцы
- Мари Клаво (XVII век — 1703), театральная актриса.

## Галерея

Шато Сент-Эрмин
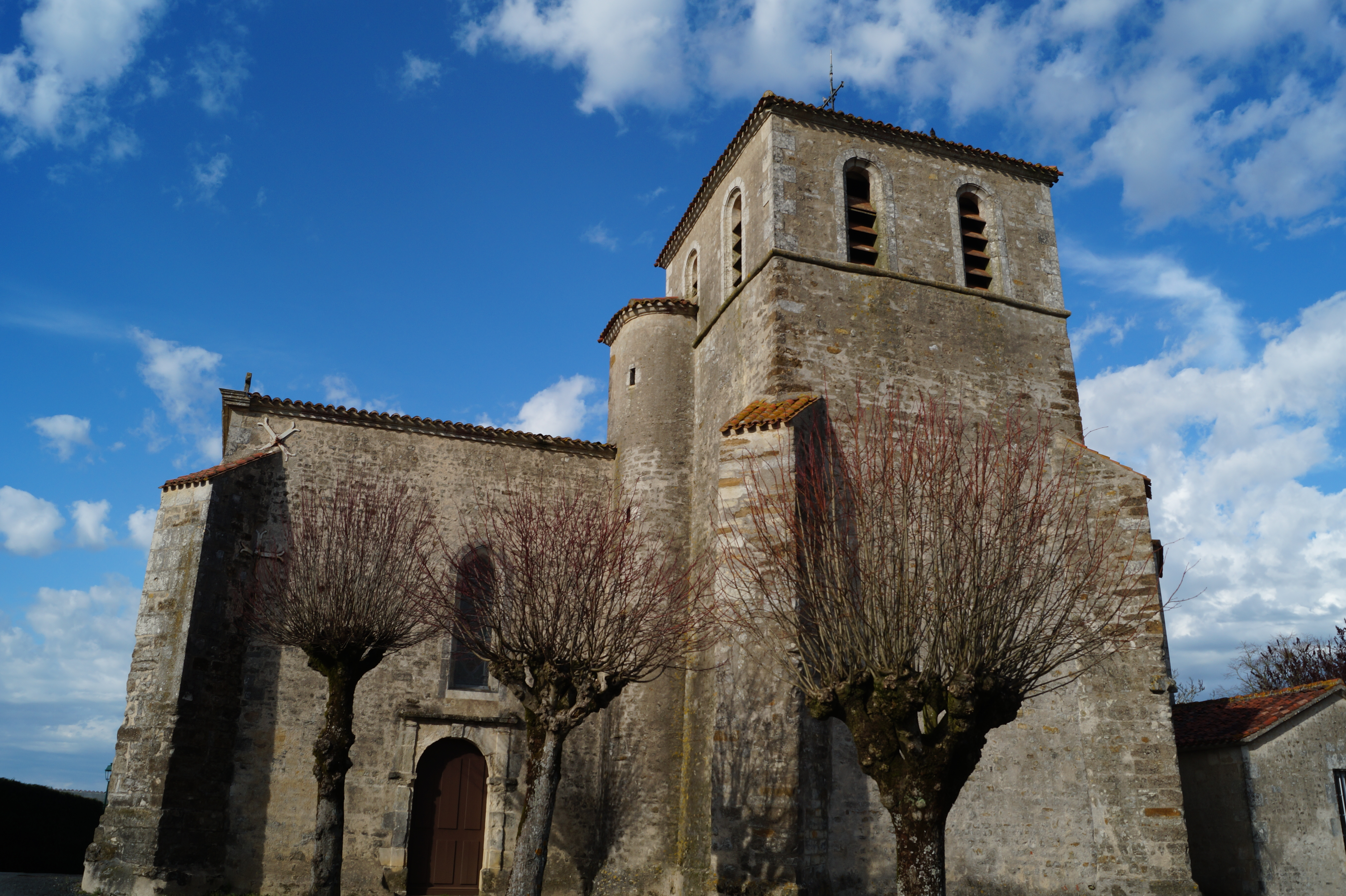
Церковь Святого Петра
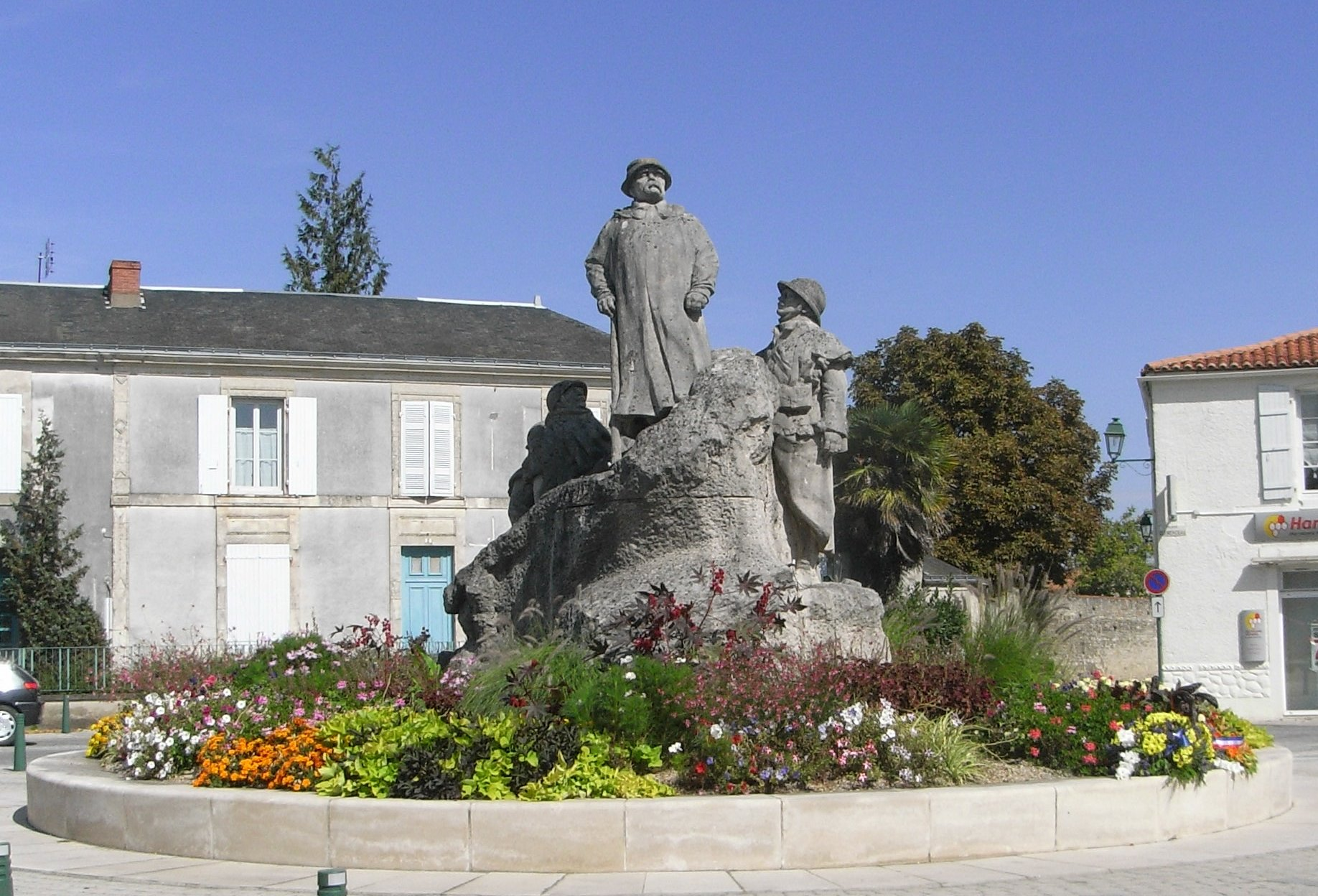
Памятник Жоржу Клемансо